# Jules Van Keirsbilck

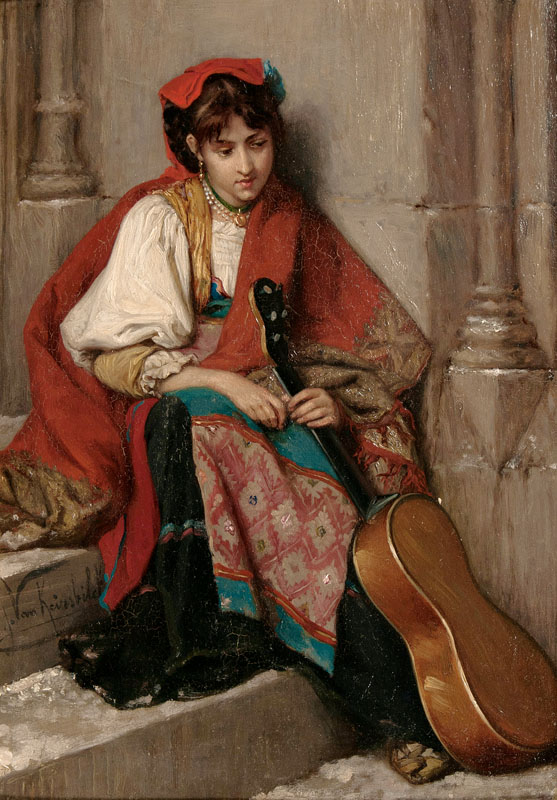
Mädchen mit Gitarre

Jules Van Keirsbilck (* 12. Dezember 1833 in Gent; † 10. November 1896 in Schaerbeek) war ein belgischer Porträt-, Genre- und Historienmaler sowie Radierer und Kunstpädagoge.
Van Keirsbilck studierte an der Académie royale des Beaux-Arts de Bruxelles bei François-Joseph Navez und Albert Roberti (1811–1864). Danach wurde er Schüler von Louis Gallait (1810–1887). Er arbeitete mit ihm zusammen und fertigte ab 1851 Kopien für ihn an. 1866 wurde er zum Professor an der Brüsseler Akademie ernannt.